# El Heraldo (Barranquilla)
Pour les articles homonymes, voir El Heraldo.
El Heraldo est un quotidien colombien situé à Barranquilla en Colombie. Fondé le 28 octobre 1933 par Alberto Pumarejo, Juan B. Fernández Ortega et Luis Eduardo Manotas, il est actuellement le journal le plus lu sur la côte caraïbe de la Colombie.